# بارانا (ولاية)
وحدة من الولايات ال 27 الفدرالية البرازيلية تقع في جنـوب البرازيل ،عاصمتها كوريتيبا وتبلغ مساحتها 199.907 كم‌ مربع وعدد سكانها في 2005 بلغ 10.261.856 مليون نسمة ،أهم المدن في ولايـة بارانا : لوندرينا، مارينغا، بارانجووا وبونتا جروسا .

## بارانا

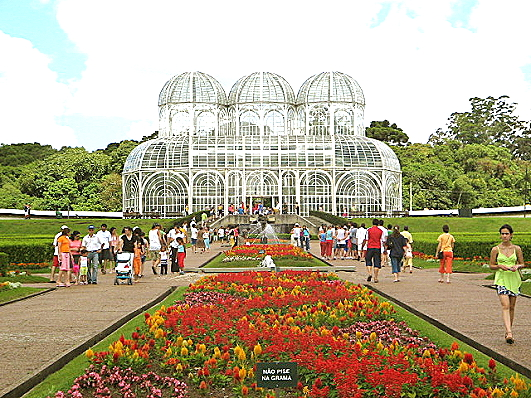
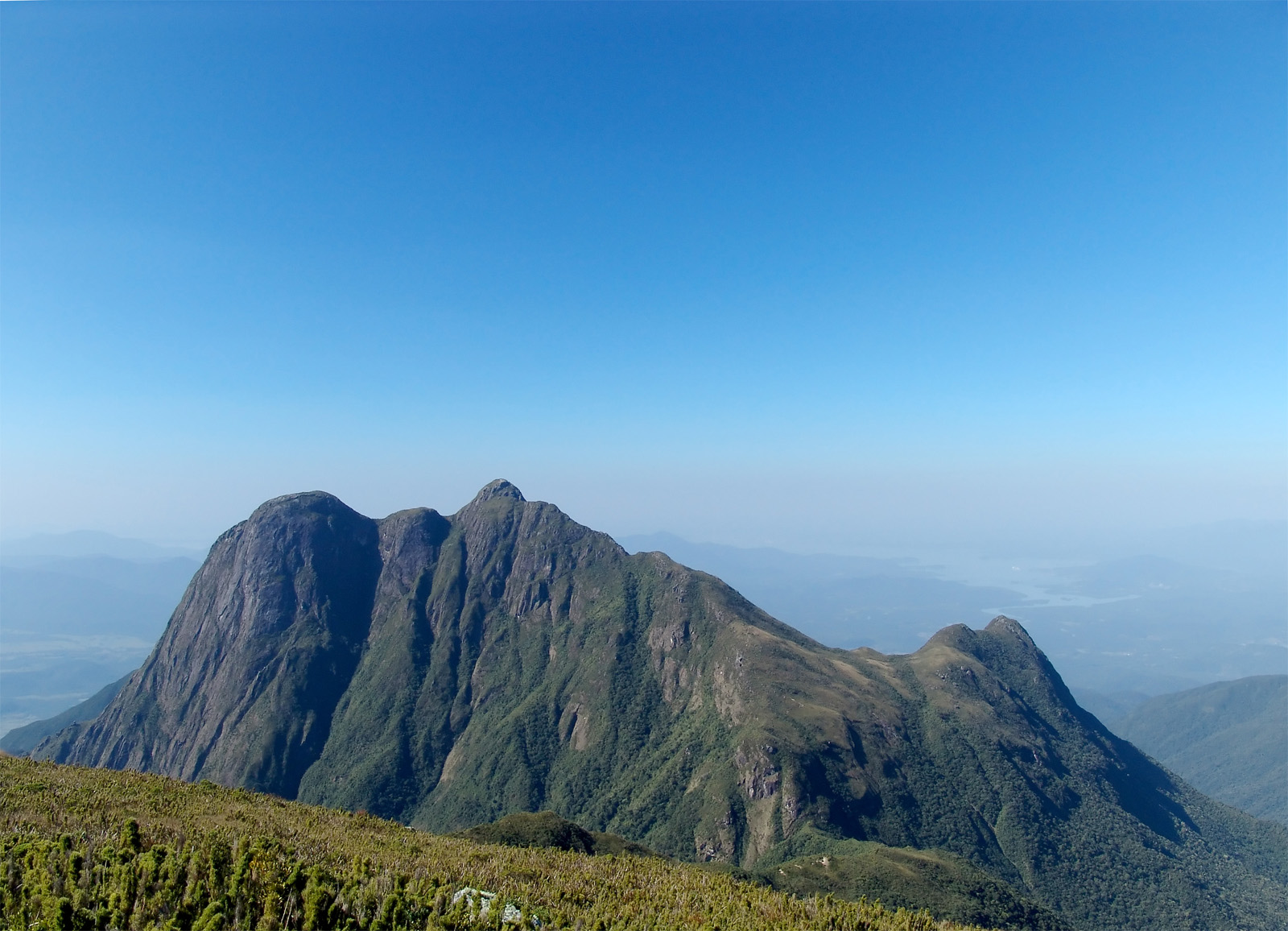
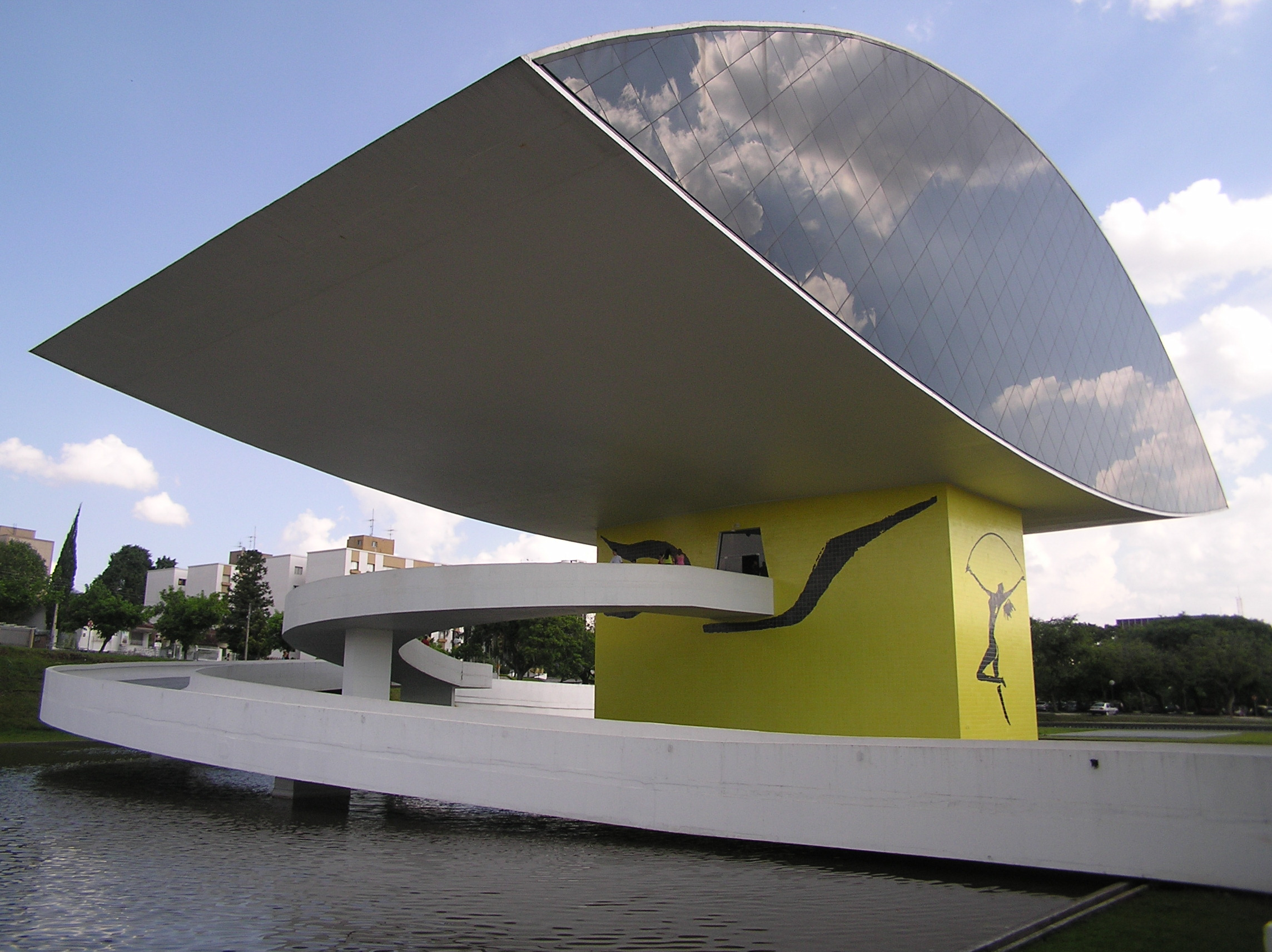
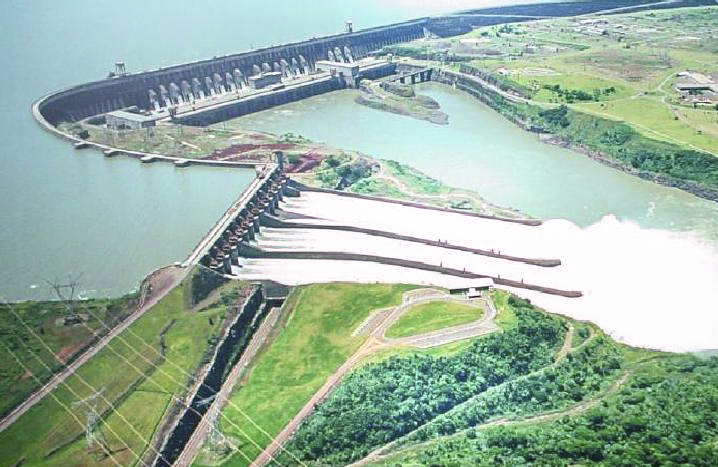
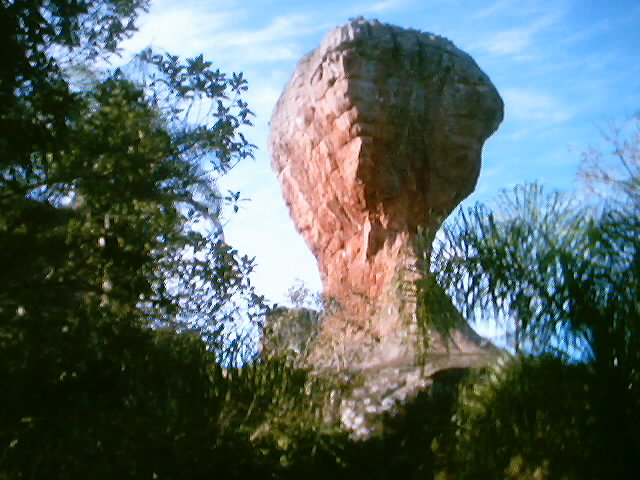
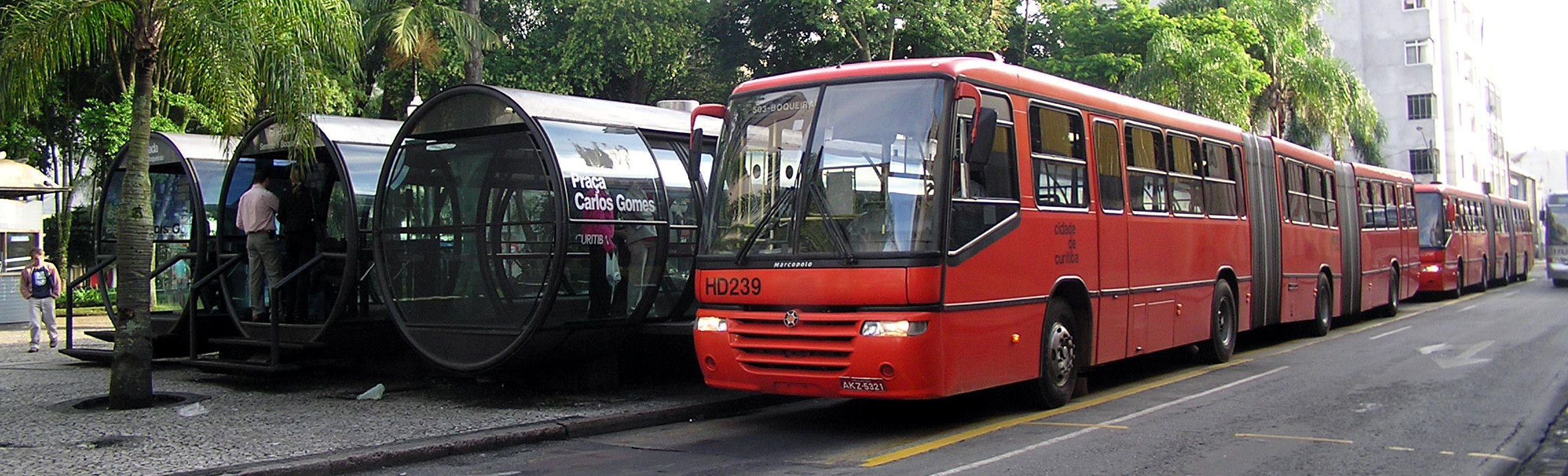
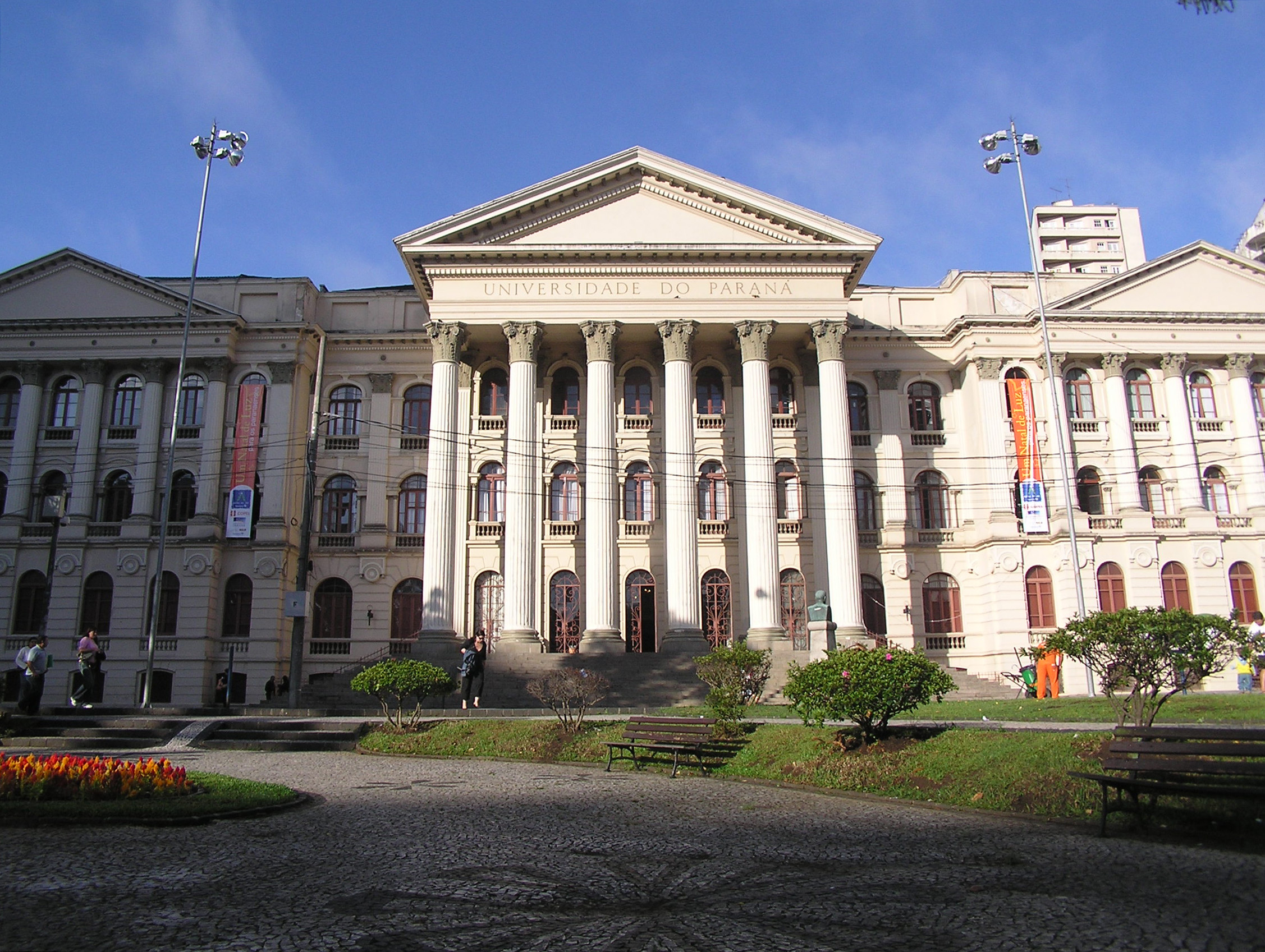
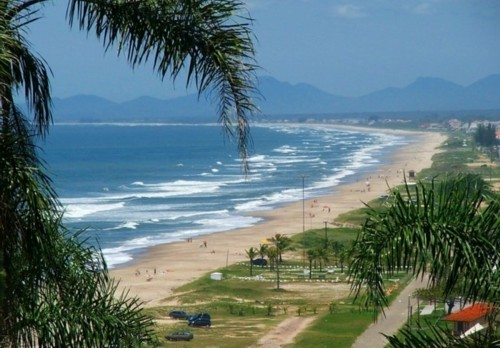

## توأمة
لبارانا (ولاية) اتفاقيات توأمة مع:
- هيوغو (4 مايو 1970 - )

## أعلام
- هن لويز دي أنداردي
- أندريه لويز ناإيتكي
- كارلوس فيراري
- مارسيلو ميغيل
- فابيو فريري مارتينز